# Numération thaï

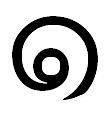
Notation du chiffre 1 en thaï. Prononcé « Neung ».

Les chiffres thaïs sont traditionnellement utilisés en Thaïlande, bien que les chiffres arabes soient plus courants.

## Chiffres
| Chiffres thaï | Écriture thaï | Phonétique | Transcription | Valeur |
| ------------- | ------------- | ---------- | ------------- | ------ |
| ๐             | ศูนย์           | [suːn]     | sun           | 0      |
| ๑             | หนึ่ง           | [nɯŋ]      | neung         | 1      |
| ๒             | สอง           | [sɔːŋ]     | song          | 2      |
| ๓             | สาม           | [saːm]     | sam           | 3      |
| ๔             | สี่             | [siː]      | si            | 4      |
| ๕             | ห้า            | [haː]      | ha            | 5      |
| ๖             | หก            | [hok]      | hok           | 6      |
| ๗             | เจ็ด           | [t͡ɕet]     | chet          | 7      |
| ๘             | แปด           | [pεːt]     | paet          | 8      |
| ๙             | เก้า           | [kaːw]     | kao           | 9      |

Les nombres sont écrits avec les caractères de chiffres ci-dessus et assemblés de la même façon que les chiffres arabo-indiens en vigueur dans le monde occidental (voir par exemple les images de billets bilingues en baht). Au-delà de 10, la prononciation et l'« expression en lettres » de ces nombres obéit cependant à des règles spécifiques, tout comme en français l'expression des nombres ne se résume pas à l'énumération successive des chiffres qui les composent. 

## De un à un million
Les chiffres sont assemblés sur base de la puissance dix. Le nombre un suivant un multiple de 10 devient et. Les nombres de vingt à vingt-neuf commencent par yee sip.
| Chiffres thaï | Écriture thaï | Phonétique | Valeur  |
| ------------- | ------------- | ---------- | ------- |
| ๑๐            | สิบ            | sip        | 10      |
| ๑๑            | สิบเอ็ด         | sip et     | 11      |
| ๒๐            | ยี่สิบ           | yi sip     | 20      |
| ๑๐๐           | ร้อย           | roi        | 100     |
| ๑,๐๐๐         | พัน            | phan       | 1000    |
| ๑๐,๐๐๐        | หมื่น           | meun       | 10 000  |
| ๑๐๐,๐๐๐       | แสน           | saen       | 100 000 |
| ๑,๐๐๐,๐๐๐     | ล้าน           | lan        | 1 000   |

Par exemple, cent trente-deux (๑๓๒) se dit neung roi sam sip song. Les mots roi, phan, etc. ne sont en principe jamais utilisés sans qu'un chiffre ne les précède. Cent par exemple se dit neung roi et non roi. Les Thaïlandais vont prononcer roi neung (ou phan neung, etc.) avec différents tons sur neung pour différencier cent et cent et un. 

## Au-delà du million
Pour les nombres supérieurs à un million, le préfixe lan est utilisé comme multiplicateur. par exemple, dix millions se dit sip lan, et mille milliards (1012) se dit lan lan.